# Justin Deeley
Justin Deeley (Louisville, 1º febbraio 1986) è un modello e attore statunitense.

## Biografia
Justin è nato e cresciuto a Louisville nel Kentucky, ha avuto i primi contatti con il mondo della recitazione a 8 anni quando sua madre lo ha portato ad assistere ad uno spettacolo teatrale di suo cugino. Li ha capito che voleva diventare attore.
Durante l'adolescenza si è concentrato sullo sport, giocando a calcio, football americano, basketball, baseball, golf, pallavolo e nella corsa. Grazie alle sue capacità nello sport per due anni riceve il titolo di All-State Performer.
Dopo il diploma, Justin frequenta l'università di Louisville dove entra nella squadra di football nei Louisville Cardinals. Dopo due anni nella squadra, si concentra invece nella recitazione: durante l'estate del suo secondo anno di università si reca a Londra per 8 settimane per studiare Shakespeare. Conseguita la laurea, si trasferisce a Los Angeles.

## Carriera
Dopo aver iniziato a lavorare come modello di intimo, Justin fa piccole apparizioni in film come Blink, L'isola delle coppie e Devolved. È divenuto noto grazie al ruolo del cowboy californiano Austin Tallridge, nella quarta stagione della serie televisiva 90210. Nel 2012 partecipa al film Born Wild, dove interpreta il figlio del leggendario musicista country Kix Brooks dei Brooks & Dunn. Nel 2013 partecipa al film horror The Wicked, nello stesso anno recita nel ruolo del quarterback gay Kevin in Geography Club. Dal giugno 2013 fino al 2014 interpreta l'angelo custode Paul in Drop Dead Diva.

## Filmografia

### Cinema
- Blink, regia di Craig Miller (2007)
- L'isola delle coppie (Couples Retreat), regia di Peter Billingsley (2009)
- Devolved, regia di John Cregan (2010)
- Born Wild, regia di Dustin Rikert (2012)
- The Wicked, regia di Peter Winther (2013)
- Geography Club, regia di Gary Entin (2013)

### Televisione
- Victorious – serie TV, episodi 1x07-1x08 (2010)
- 90210 – serie TV, 18 episodi (2011-2012)
- Drop Dead Diva – serie TV, 22 episodi (2013-2014)
- Significant Mother – serie TV, episodio 1x07 (2015)
- Fear the Walking Dead – serie TV, episodi 3x03-3x05-3x06 (2017)

## Doppiatori italiani
Nelle versioni in italiano dei suoi film, Justin Deeley è stato doppiato da:
- Edoardo Stoppacciaro in 90210
- Fabrizio Manfredi in Drop Dead Diva